# Cuba Libre
Cuba Libre (španělsky Svobodná Kuba) je alkoholický koktejl. Byl vymyšlen v Havaně kolem roku 1900. Jméno Cuba Libre vzniklo, když si američtí vojáci připíjeli na svobodnou Kubu právě nápojem, který byl do té doby označován jako Bacardi&Coke[zdroj?]. Díky své (relativně) nižší ceně je v Evropě oblíben hlavně mezi mládeží.

## Ingredience
- 4–5 cl světlého rumu
- 10–12 cl coly
- limeta
- kostky ledu

## Příprava
Do sklenice se nalije světlý rum, vymačká limetka, přidá led a dolije se colou.
Zajímavostí je, že sami Kubánci rum neodměřují a i v luxusních hotelech se nápoj připravuje „od oka“.

## Nealkoholické Cuba Libre
Pro přípravu nealkoholického Cubra Libre docílíte tím, že klasický bílý rum nahradíte nealkoholickým rumem. Nebo druhá varianta, kde nahradíte rum za sirup Monin Caribbean, který chuťově nahrazuje bílý rum.